# Rafael Carioca (calciatore 1992)
Rafael Bruno Cajueiro da Silva, meglio noto come Rafael Carioca (Rio de Janeiro, 18 luglio 1992), è un calciatore brasiliano, difensore del Maricá.

## Caratteristiche tecniche
È un difensore che gioca come terzino sinistro.